# Bezirk Kossów
Bezirk Kossów – dawny powiat (Bezirk) kraju koronnego Królestwo Galicji i Lodomerii, funkcjonujący w latach 1854–1867. Siedzibą starostwa było miasteczko Kossów (Kosów Huculski).

## Historia
Bezirk Kossów utworzono w ramach reformy uwłaszczeniowej z okresu Wiosny Ludów (1848–1849), która likwidowała jurysdykcję właściciela ziemskiego nad poddanymi. W Galicji, dominium – jako podstawowa jednostka administracyjna i filar systemu feudalnego straciło rację bytu. Konieczne stało się zatem wprowadzenie nowego systemu administracyjnego, którego zręby powstały w latach 1851–1855. Nowy trójstopniowy podział administracyjny objął 21 cyrkułów (niem. Kreise), 179 małych powiatów (niem. Bezirke) i ponad 6000 gmin (niem. Gemeinde).
Bezirk Kossów objął obszar o wielkości 19,2 mil², zamieszkany przez 33 677 ludzi i podzielony na 23 gminy katastralne, w tym dwa miasteczka (Kossów i Pistyń). Wszedł w skład cyrkułu kołomyjskiego, jako jeden z jego dziewięciu powiatów. Powiat miał nietuzinkowy kształt – bardzo podłużny i wąski – szczególnie ku południu. Był to region górski, graniczący od południowego zachodu z Zalitawią.
Po nadaniu Galicji autonomii oraz powołaniu samorządu gminnego i powiatowego w 1865 zlikwidowano cyrkuły (Kreise). Dotychczasowe małe powiaty (Bezirke), w liczbie 179, utrzymały się do 1867 roku, kiedy to w następstwie kolejnej reformy administracyjnej (23 stycznia 1867) zostały zastąpione przez 74 większe powiaty. Obszar zniesionego Bezirk Kossów wszedł wtedy w całości w skład nowego powiatu kosowskiego. 3 października 1899 gminę Utoropy właczono do powiatu peczeniżyńskiego.

## Podział administracyjny (1854)
| Lp. | Gmina jednostkowa    | Powierzchnia | Ludność | Powiat w 1867 po zniesieniu |
| --- | -------------------- | ------------ | ------- | --------------------------- |
| 1   | Kossów (m)           | 14420        | 2627    | kosowski                    |
| 2   | Manastersko          | 14420        | 1648    | kosowski                    |
| 3   | Kossów Stary         | 14420        | 1344    | kosowski                    |
| 4   | Wierzbowiec Camerale | 14420        | 1231    | kosowski                    |
| 5   | Smodna               | 14420        | 695     | kosowski                    |
| 6   | Moskalówka           | 14420        | 1221    | kosowski                    |
| 7   | Czerhanówka          | 14420        | 298     | kosowski                    |
| 8   | Horod                | 14420        | 247     | kosowski                    |
| 9   | Babin                | 14420        | 509     | kosowski                    |
| 10  | Riczka               | 4151         | 2291    | kosowski                    |
| 11  | Jaworów              | 12693        | 2086    | kosowski                    |
| 12  | Sokołówka            | 2698         | 1430    | kosowski                    |
| 13  | Pistyń (m)           | 5260         | 2869    | kosowski                    |
| 14  | Wybranówka           | 5260         | 76      | kosowski                    |
| 15  | Brustury             | 9090         | 1592    | kosowski                    |
| 16  | Chomczyn             | 4134         | 1454    | kosowski                    |
| 17  | Mykietyńce           | 2932         | 668     | kosowski                    |
| 18  | Prokurawa            | 1543         | 679     | kosowski                    |
| 19  | Szeszory             | 6974         | 1462    | kosowski                    |
| 20  | Utoropy              | 5268         | 1276    | kosowski                    |
| 21  | Żabie ze Słupkami    | 17378        | 4503    | kosowski                    |
| 22  | Jasienów Górny       | 7633         | 1807    | kosowski                    |
| 23  | Krzyworównia         | 8079         | 1664    | kosowski                    |

Objaśnienie:
(M) = miasto; (m) = miasteczko